# Aubéguimont
Aubéguimont és un municipi francès situat al departament del Sena Marítim i a la regió de Normandia. L'any 2007 tenia 180 habitants.

## Demografia

### Població
El 2007 la població de fet d'Aubéguimont era de 180 persones. Hi havia 68 famílies de les quals 18 eren unipersonals (14 homes vivint sols i 4 dones vivint soles), 18 parelles sense fills, 25 parelles amb fills i 7 famílies monoparentals amb fills.
La població ha evolucionat segons el següent gràfic:
Habitants censats

### Habitatges
El 2007 hi havia 82 habitatges, 73 eren l'habitatge principal de la família, 6 eren segones residències i 3 estaven desocupats. Tots els 81 habitatges eren cases. Dels 73 habitatges principals, 59 estaven ocupats pels seus propietaris, 11 estaven llogats i ocupats pels llogaters i 3 estaven cedits a títol gratuït; 4 tenien dues cambres, 19 en tenien tres, 22 en tenien quatre i 29 en tenien cinc o més. 47 habitatges disposaven pel capbaix d'una plaça de pàrquing. A 29 habitatges hi havia un automòbil i a 31 n'hi havia dos o més.

### Piràmide de població
La piràmide de població per edats i sexe el 2009 era:
| Homes | Edats   | Dones |
| ----- | ------- | ----- |
| 0     | 95 o +  | 0     |
| 0     | 90 a 94 | 0     |
| 4     | 85 a 89 | 0     |
| 0     | 80 a 84 | 0     |
| 4     | 75 a 79 | 0     |
| 4     | 70 a 74 | 8     |
| 4     | 65 a 69 | 8     |
| 8     | 60 a 64 | 4     |
| 0     | 55 a 59 | 4     |
| 8     | 50 a 54 | 4     |
| 12    | 45 a 49 | 4     |
| 16    | 40 a 44 | 8     |
| 4     | 35 a 39 | 4     |
| 4     | 30 a 34 | 4     |
| 4     | 25 a 29 | 4     |
| 12    | 20 a 24 | 0     |
| 12    | 15 a 19 | 16    |
| 8     | 10 a 14 | 4     |
| 4     | 5 a 9   | 4     |
| 0     | 0 a 4   | 0     |

## Economia
El 2007 la població en edat de treballar era de 111 persones, 75 eren actives i 36 eren inactives. De les 75 persones actives 68 estaven ocupades (40 homes i 28 dones) i 8 estaven aturades (2 homes i 6 dones). De les 36 persones inactives 11 estaven jubilades, 6 estaven estudiant i 19 estaven classificades com a «altres inactius».

### Ingressos
El 2009 a Aubéguimont hi havia 75 unitats fiscals que integraven 186 persones, la mediana anual d'ingressos fiscals per persona era de 15.135 €.

### Activitats econòmiques
Dels 4 establiments que hi havia el 2007, 1 era d'una empresa de construcció, 1 d'una empresa de comerç i reparació d'automòbils, 1 d'una empresa d'hostatgeria i restauració i 1 d'una empresa de serveis.
L'únic servei als particulars que hi havia el 2009 era una fusteria.
L'any 2000 a Aubéguimont hi havia 7 explotacions agrícoles que ocupaven un total de 216 hectàrees.

## Equipaments sanitaris i escolars
El 2009 hi havia una escola elemental integrada dins d'un grup escolar amb les comunes properes formant una escola dispersa.

## Poblacions més properes
El següent diagrama mostra les poblacions més properes.